# Cappella Bardi di Vernio

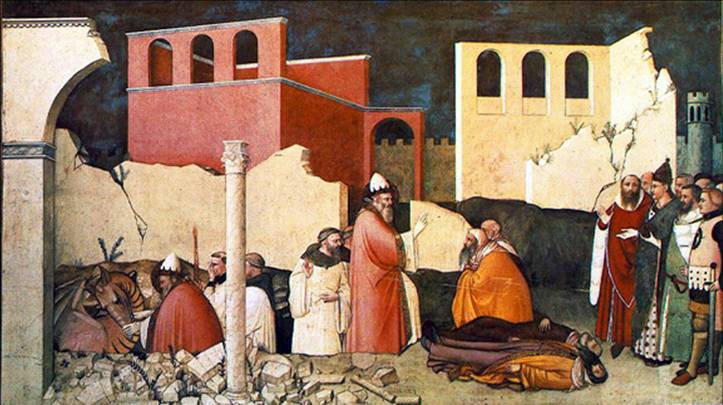
Miracolo del santo che chiude la fauci al drago e resuscita due maghi uccisi dall'alito del mostro

La cappella Bardi di Mangona è una l'ultima cappella a est del transetto sinistro di Santa Croce a Firenze, affrescata per lo più da Maso di Banco. Risale al 1336-1337 circa e Vasari attribuì erroneamente questi affreschi a Giottino.

## Storia e descrizione
I Bardi di Vernio erano un ramo nobile della ricchissima famiglia Bardi, che in Santa Croce patronava altre due cappelle: la Cappella Bardi, già affrescata da Giotto e l'omonima Cappella Bardi di Vernio, col Crocifisso di Donatello, alla testa del transetto.
Gli affreschi narrano le Storie di san Silvestro, basate sulla Leggenda Aurea di Jacopo da Varazze e sono tra le opere in assoluto più riuscite della scuola di Giotto. 
Le scene vanno lette dall'alto al basso, da sinistra a destra:
- Costantino annuncia alle madri che non si bagnerà nel Sangue dei loro figli
- Sogno di Costantino con la visione di Pietro e Paolo
- Costantino in trono ascolta Silvestro e poi si fa battezzare da lui
- Miracolo della resurrezione del toro
- Miracolo del santo che chiude la fauci al drago e resuscita due maghi uccisi dall'alito del mostro

Sulla parete di fondo si trovano santi vescovi entro nicchie e, nello sguancio della finestra, Virtù e stemmi Bardi. Stemmi si trovano anche nella volta, tra il motivo del cielo stellato.

## Stile
L'ultima scena in particolare è la più ammirata, perché in essa Maso dimostrò di aver bene appreso la lezione giottesca usando linee di forza, toni intensi e senso dello spazio e della plasticità dei corpi. Sulla sinistra dell'affresco infatti è rappresentato San Silvestro che chiude le fauci di un drago che minacciava Roma, mentre nel centro il santo resuscita due maghi pagani che aveva precedentemente fatto morire. I due fatti narrati sono dimostrazione per Costantino della Santità del vescovo, il quale gli impartisce il battesimo che lo salva dalla lebbra, così come promessogli in sogno da i santi Pietro e Paolo. L'imperatore infatti era affetto dalla lebbra e gli era stato prospettato di sacrificare 3000 bambini e di immergersi nel loro sangue per guarire dalla malattia; Costantino però si rifiutò mosso a compassione dalla disperazione delle madri. 
In questo affresco è notevole l'armonia delle scene senza che si percepisca un senso di incongruenza tra le due.
I colori delle architetture sono pastello e la luce si modula gradatamente senza che si percepisca un senso di stacco tra luce e ombra. Ma è fondamentale qui lo sviluppo delle ricerche di Giotto: Maso aveva infatti compreso il segreto delle linee di forza convergenti (delle architetture, dei bracci sollevati, delle schiene inarcate...), che dirigono lo sguardo dell'osservatore verso punti focali della narrazione. Nella scena di San Silvestro che resuscita due morti il fondale architettonico, oltre che creare uno spazio realistico per la scena, guida l'occhio verso il protagonista, in una posa benedicente, ripresa dalla Resurrezione di Drusiana di Giotto nella vicina Cappella Peruzzi sempre a Santa Croce.

## Altre opere
Anche le vetrate della Cappella sono su disegno di Maso di Banco. 
Sull'altare si trova il trittico di Giovanni del Biondo con San Giovanni Gualberto e storie della sua vita. La parete di sinistra presenta due tombe, la prima delle quali è inserita in un nicchione con un affresco di Giudizio finale e Bettino de' Bardi inginocchiato, opera probabilmente pure di Maso di Banco (1347 circa); il nicchione della seconda è invece affrescato da Taddeo Gaddi con Deposizione e ritratto della donatrice.